# Shincha

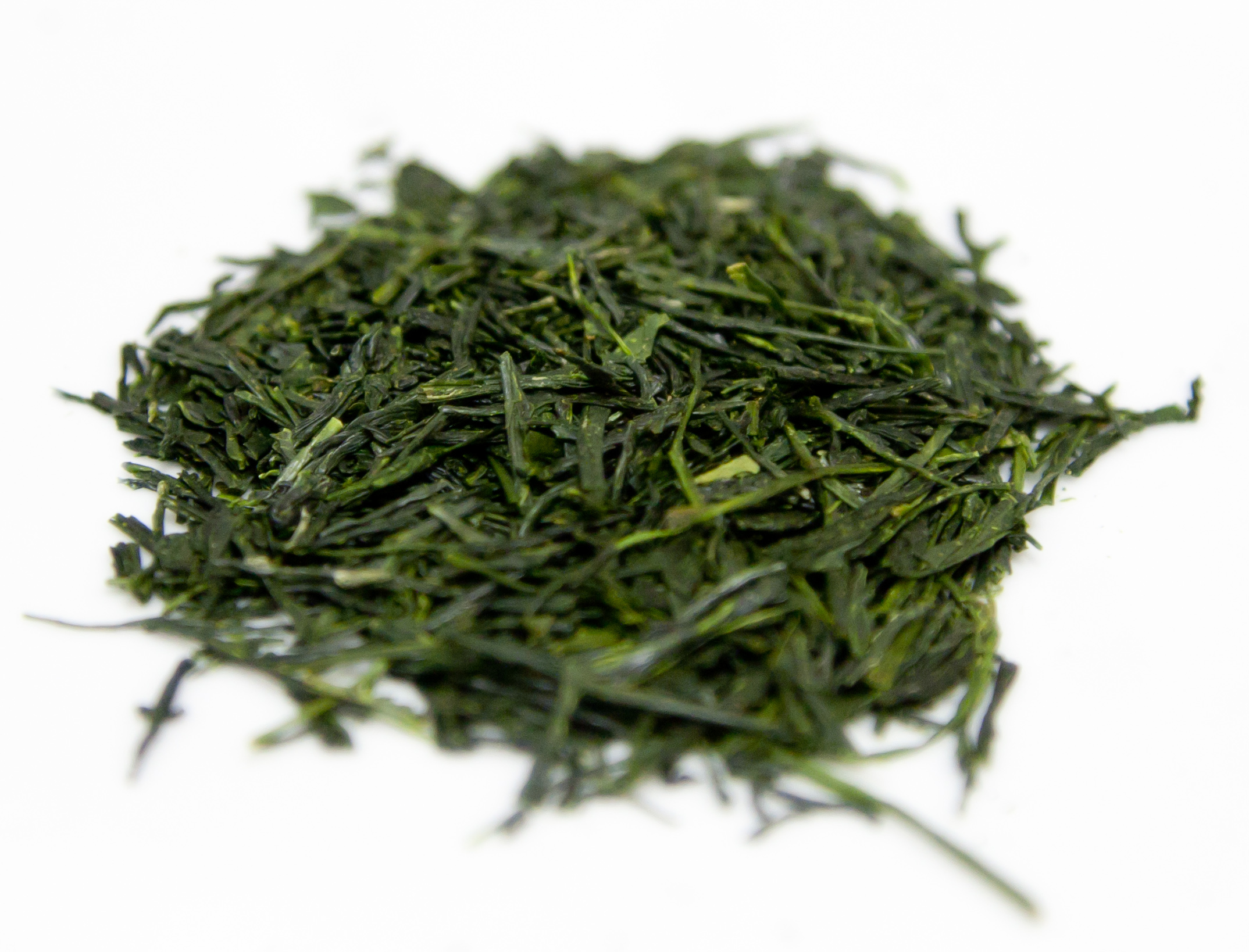
Shincha

Shincha (jap. 新茶, neuer Tee) ist die Vorernte eines Jahres. Die jüngsten und feinsten Teeblätter werden meist zu einer speziellen, limitierten Edition von Japans besten Tees produziert. Klassische Shinchas sind überschattete Teesorten wie etwa Gyokuro, Kabusecha, aber meistens unbeschatteter Sencha. Die allgemeine Erntezeit für Shincha ist meist Ende April, die traditionelle Pflückung des Shinchas beginnt in der 88. Nacht (hachijuu-hachi-ya) nach dem Frühlingsbeginn (laut chinesischem Kalender der 4. Februar) und entspricht somit dem 2. bis 3. Mai. Hauptverkaufszeit ist Japans Feiertagswoche (Golden Week) Anfang Mai.
Shincha wird in Japan nur wenige Wochen nach der ersten Ernte angeboten und ist üblicherweise schon im Mai ausverkauft. Viele japanische Teeproduzenten veranstalten dazu fröhliche Feste in ganz Japan. In Deutschland entwickelt sich seit einigen Jahren eine stark steigende Nachfrage nach diesen seltenen Tees. Shincha ist charakterisiert durch seinen leichten, frischen und süßlichen Geschmack.
Diese Tradition des sofortigen Verkaufs und Konsums hat sich in Japan in den letzten Jahrzehnten und in Deutschland im letzten Jahrzehnt entwickelt. Traditionell wurde der Shincha, also der neue Tee des Jahres, im Herbst in Japan auf den Markt gebracht, so wie es heute noch bei hochwertigen Gyokuro Tees der Fall ist. Im Laufe der Zeit hat man mehr und mehr auf die Reifung des Tees verzichtet und so kommt Shincha heute als ein sehr frischer Tee auf den Markt. Diese Frische wird heutzutage sehr geschätzt.
Teepflanzer aus Hoshino lassen seit einigen Jahren eine alte Tradition neu aufleben.
In alten Zeiten wurde der neue Tee des Jahres (der Shincha) im April/Mai gepflückt, aber nicht sofort konsumiert, sondern – in Tonkrügen verpackt – in kühlen Speichern im Gebirge für etwa 6 Monate zum Reifen gelagert. Anknüpfend an den noch heute praktizierten Brauch, wird der Tee in einigen Regionen in einer feierlichen Prozession „zu Tal“ gebracht wird. So ist diese Variante des Shinchas (ein Sencha) der „Aki no Kuchikiri Shincha“, also der „den Herbst eröffnende Shincha“.